# عقيدة كارتر
مبدأ كارتر  (بالإنجليزية: Carter Doctrine) هي سياسة أمريكية تم إعلانها من قبل الرئيس الأميركي السابق جيمي كارتر خلال خطاب حالة الاتحاد السنوي في 23 يناير 1980  ينص المبدأ على السماح للولايات المتحدة باستخدام القوة العسكرية للدفاع عن مصالحها في منطقة الخليج العربي. كان المبدأ ردا على غزو الاتحاد السوفييتي لأفغانستان في عام 1979 إذ ذكر كارتر أن القوات السوفيتية في أفغانستان "تشكل تهديدا خطيرا لحرية حركة نفط الشرق الأوسط،

## الخطاب
"
جاء في خطاب كارتر أمام الكونغرس الأمريكي:
تم تفعيل المبدأ في حرب الخليج الثانية لحماية الحدود السعودية وتحرير الكويت من الغزو العراقي